# Aquis submersus

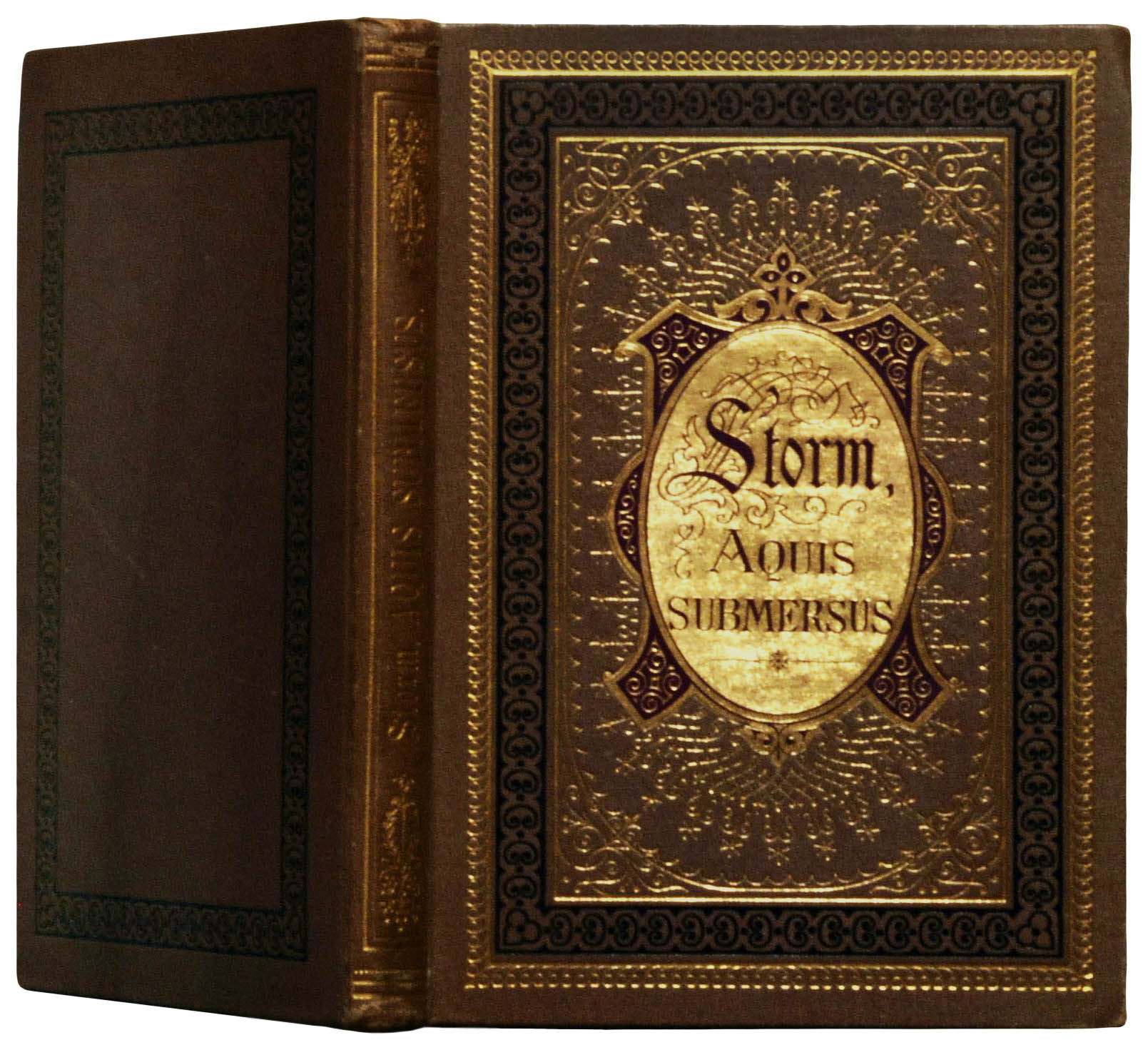
Verlagseinband der ersten Buchausgabe

Aquis submersus ist der Titel einer erstmals im Jahr 1876 in der Zeitschrift Deutsche Rundschau veröffentlichten Novelle von Theodor Storm. Erzählt wird die im 17. Jh. spielende, tragisch endende Liebesgeschichte zwischen dem Maler Johannes und der Adligen Katharina. 

## Inhalt
Die Haupthandlung der Novelle ist als Binnengeschichte in eine Rahmenerzählung eingebettet. 
Der Erzähler der Rahmengeschichte denkt an seine Kinderzeit in einem Dorf zurück, als er sich mit seinem Freund, dem Pfarrerssohn, die Zeit vertrieb. Schon damals fielen ihm in der Kirche das Porträtgemälde eines ehemaligen Pfarrers und daneben das Totenbild eines Jungen auf, auf dessen Rahmen die Jahreszahl 1666 und die Buchstaben „C.P.A.S.“ stehen. Der Erzähler vermutet dahinter die Bedeutung „durch die Schuld des Vaters im Wasser untergegangen.“
Jahre später kehrt er in seine Heimatstadt zurück und soll dort für einen Verwandten ein Schülerquartier ausfindig machen. Dabei entdeckt er in einem alten Haus das Porträt eines wohlhabenden Bürgers, der in seinen Armen ein totes Kind hält. Das Gemälde erinnert ihn an das Totenbild in der Kirche. Wie er vom Besitzer erfährt, stammt das Gemäldes von einem Verwandten aus dem 17. Jahrhundert. In einem Kasten finden sich Aufzeichnungen des Künstlers namens Johannes, die als Binnengeschichten wiedergegeben werden.
Die Geschichte Aquis submersus spielt im zerstörten Norddeutschland vor der Kulisse des kürzlich beendeten Dreißigjährigen Krieg. Noch immer versetzen Söldner, die zu marodierenden Räubern wurden, das Land in Angst und Schrecken. Dieser Zeit entsprechend erzählt Johannes mit altertümelnder Wortwahl die Geschichte seiner an Bosheit und Standesdünkel gescheiterten Liebe zu Katharina.
Johannes war in Kindertagen oft auf dem junkerlichen Schloss nahe seiner Vaterstadt zu Gast, dessen Eigentümer Gerhardus ihm als väterlicher Freund seine Malerausbildung finanzierte. Katharina, die Tochter des Hauses, war Johannes’ Spielgefährtin. Nach Jahren des Studiums in den Niederlanden kehrt er 1661 zurück und verliebt sich in die einstige Freundin. Gerhardus ist kurz zuvor verstorben und sein Sohn und Erbe, der rücksichtslose und brutale Wulf, drängt nun gegen den Willen der Schwester auf die ihre Verheiratung mit dem benachbarten Adeligen und Trinkkumpanen Kurt von der Risch. Den Plan der jungen Frau, in ein von ihrer Tante geleitetes Stift zu fliehen, konnte Wulf bereits vereiteln. Vor der Hochzeit soll Johannes der Familientradition gemäß die junge Frau malen. Sie nutzen die gemeinsame Zeit, um eine Flucht zu planen. Auf dem Rückweg aus Hamburg, wo er einen Rahmen für das Bild bestellte, vereinbart der Maler alles mit Katharinas Tante. Kurts Reitknecht hat ihn aber dort gesehen und so wird Wulf, der im Wirtshaus zecht, der Plan bekannt. Es kommt zum Schlagabtausch, man hetzt Johannes mit Hunden, er kann sich aber in das Schloss retten, wo er mit Katharina eine Liebesnacht verbringt.

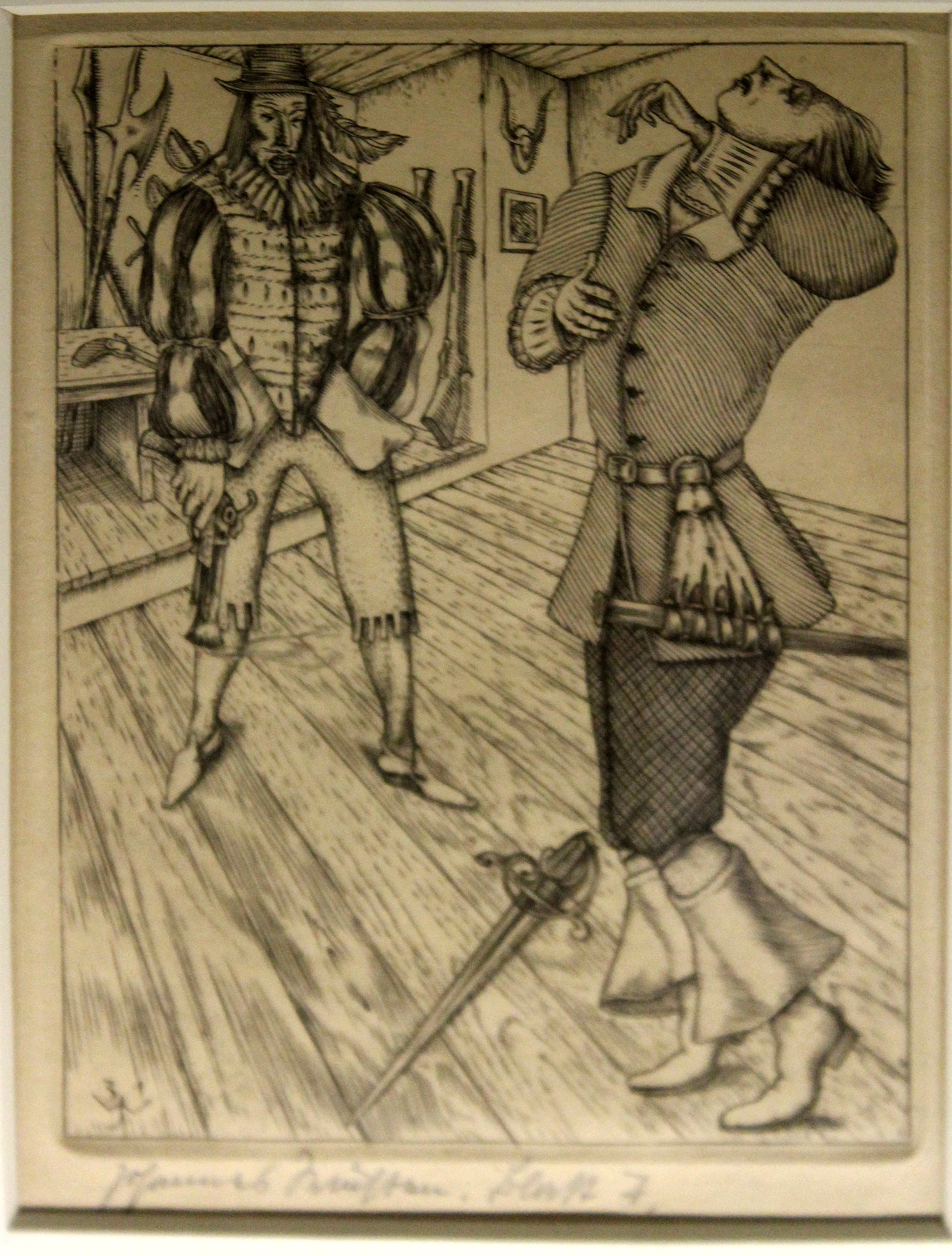
Illustration von Johannes Wüsten

Am vereinbarten Treffpunkt trifft die junge Frau am nächsten Tag aber nicht ein und so geht Johannes erneut ins Herrenhaus, wirbt um Katharina, wird dort aber vom wütenden Junker niedergeschossen. Dessen Wildhüter pflegt den Verletzten, aber er darf nicht mehr das Schloss betreten. Deshalb geht er zurück in die Niederlande, um durch seine Kunst soviel Geld und Ruhm zu erwerben, dass er trotz des Standesunterschiedes einmal um Katharina werben kann.
Nach der Rückkehr erfährt er aber, dass Katharina schon einige Zeit nicht mehr öffentlich gesehen wurde. Nach Gerüchten sei sie mit einem Maler fortgelaufen. Johannes forscht nach ihrem Aufenthalt, sucht sie vergeblich bei Wulf und schlägt sich mit ihm. Danach geht er nach Hamburg, kann aber keine Neuigkeiten über seine Geliebte in Erfahrung bringen.
Einige Zeit darauf, im Jahr 1666, fährt er in eine Nordseestadt, um ein Bild für eine Kirche zu malen. Er wohnt bei seinem Bruder, der ein öffentliches Amt bekleidet. Während dieser Zeit erhält er einen weiteren Auftrag, das Konterfei des Pfarrers eines nahen Dorfes zu malen, wie es in dem Ort Tradition ist. Johannes sucht den Geistlichen auf, einen mürrischen und spröden Mann, der einst mit umherziehenden Kriegsvolk in die Gegend kam. Sympathie erweckt hingegen dessen ca. vier Jahre alter Sohn, der Johannes heißt und dessen Augen beim Maler die Erinnerung an Katharina wachrufen. Die Pfarrfrau bekommt er hingegen nicht zu Gesicht. Eines Tages soll in der Stadt eine angebliche Hexe verbrannt werden, die aber nachts zuvor stirbt. Ihr Leichnam endet dennoch auf dem Scheiterhaufen. Johannes widert bereits der Gedanke daran an und so geht er unangekündigt ins Dorf, um an dem Bild weiterzumalen. Dabei trifft er die Gattin des Pfarrers. Es ist Katharina. Sie gesteht ihm, dass der kleine Johannes sein Sohn ist. Der Geistliche hat die durch das uneheliches Kind Entehrte geheiratet und dafür die Pfarrstelle bekommen. Sie will die Vergangenheit ruhen lassen, der Maler ist aber immer noch von ihr betört und beide küssen sich letztlich. Währenddessen stürzt das unbeaufsichtigt im Garten spielende Kind in einen nahen Teich und ertrinkt.
Dem Pfarrer ist die Identität des Malers bekannt. Katharina bleibt seine Frau. Die Vorgeschichte soll geheim bleiben, aber Johannes darf den toten Sohn malen, mit einer Lilie in den Händen. Katharina ist, während er an der Totenbahre arbeitet, im Nebenzimmer, zeigt sich ihm aber nicht. Nach Vollendung schreibt er als Eingeständnis seiner Schuld die Buchstaben „C.P.A.S.“ und die Jahreszahl auf das Bild.
Der Erzähler der Rahmengeschichte beendet seine Schilderungen mit dem Hinweis, dass sich der Maler Johannes entgegen seiner Hoffnungen keinen Ruhm erworben hat und in der Gegenwart unbekannt ist.

## Form
Gewürdigt wird in der Literaturwissenschaft die Gestaltung der Novelle:
- Durch die „Ringtechnik“, wodurch Anfang und Ende in dem Bild des ertrunkenen Kindes zusammentreffen, gelinge es „mühelos, die Vergangenheit in die Gegenwart einzubeziehen“. Die Sprache sei „dem jeweiligen Stoff und der gewünschten Atmosphäre angepasst, in ihren Grundzügen aber immer dynamisch-rhythmisch“. Dadurch erhalte „die fiktive Chronik dokumentarischen den zeitlichen Abstand zur Gegenwart vergrößernden Charakter.“[1]
- Trotzdem sei die „Handschrift des späten, des herberen und knapperen Erzählers Storm überall deutlich spürbar“: in den „schlichten Schilderungen der Heide- und Waldlandschaft mit ihren wechselnden Stimmungen“, in „der Bildkraft, mit denen er noch die feisten Gefühlsregungen seiner Gestalten wiedergibt.“[2] Nach Klein übertreffen „Lebhaftigkeit und Anschaulichkeit“ der Sprache Storms „bisherige Leistung“.
- Die Geschichte ist überzogen von einem dichten Netz von Motiven, z. B. die Wiederkehr des Todesmotivs: Waldkauz, Hetzhunde, Erscheinung einer Ahne, Hausverse der Rahmenhandlung, Hexenverbrennung, Junker Wulf.
- In den Schilderungen bildet sich auch eine „innere Landschaft“ ab: „Leidenschaft und Verlangen“ auf dem Herrenhof, das „tödliche Wasser an der Priesterkoppel des Dorfes“, das Meer im Hintergrund, mit dem sich „die dunkle Unendlichkeit“ öffnet.[3]

## Entstehungs- und Publikationsgeschichte

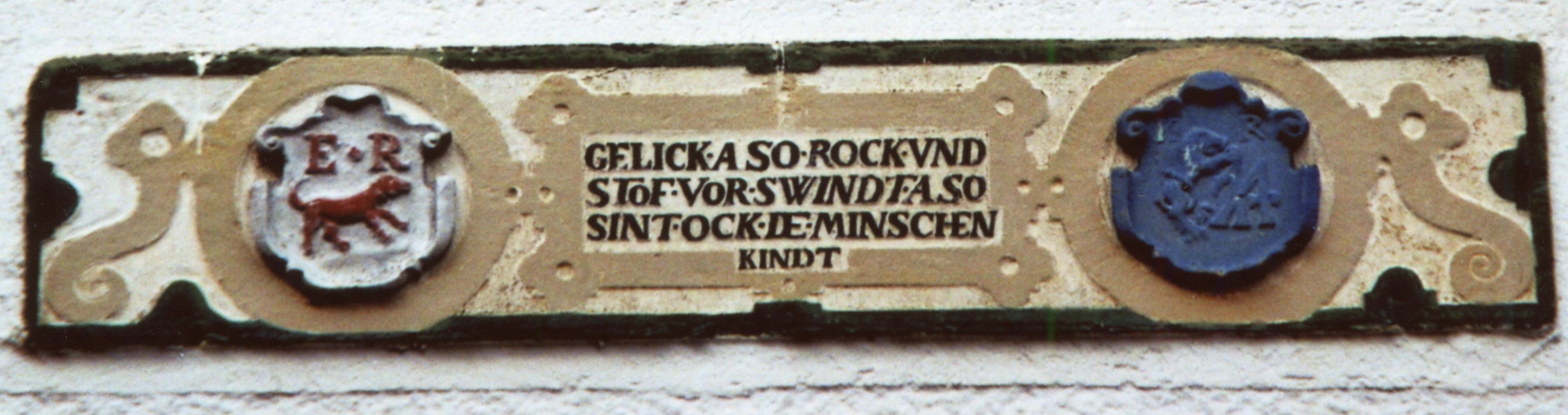
Hausinschrift am Markt in Husum, wiederkehrendes Motiv in Aquis Submersus.

Theodor Storm war beim Schreiben der Novelle von einem Bild in der Kirche zu Drelsdorf inspiriert. Das vierteilige Bild zeigt die Predigerfamilie Bonnix. Unter dem Bild des 10-jährigen Sohnes der Familie steht: „Henricus Bonnix, aquis incuria servi submersus obyt Ao 1656, 7 May, aetatis 10“ (Heinrich Bonnix verstarb, infolge der Unachtsamkeit eines Dieners im Wasser untergegangen, im Jahre 1656 am 7. Mai mit 10 Jahren).
1873 besuchte Storm seinen Schwager, den Dresdorfer Pastor Harro Feddersen. Später berichtet er Paul Heyse in einem Brief: „Vor ein paar Jahren sah ich […]  in der alten Kirche die Bilder einer alten dortigen Predigerfamilie. Der eine Knabe war noch einmal als Leiche gemalt mit einer Blume. Unter diesem Totenbilde standen die merkwürdigen harten Worte: ‚Incuria servi aquis submersus‘.“ Dieses Totenbild ist nicht mehr vorhanden. Nach Überlieferungen von Augenzeugen ist es 1870 ein Opfer des Kirchturmbrandes geworden; d. h. Storm hat dieses Bild nicht mit eigenen Augen gesehen.

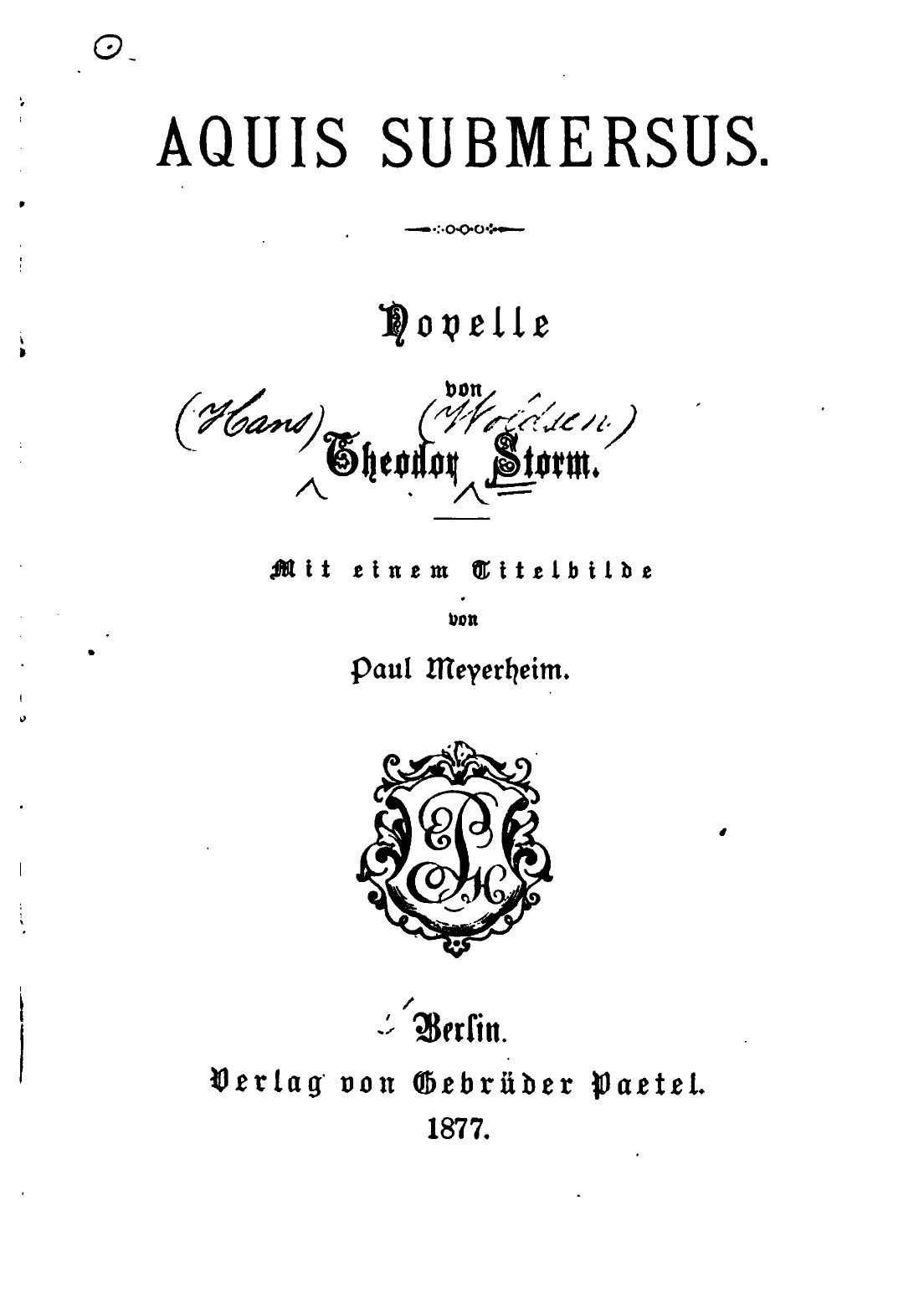
Titelblatt der 1877er Ausgabe

Die Idee zur Novelle kam Storm auf einer Reise im Herbst 1875. Als kulturhistorische Quellen verwendete er außerdem die Husumischen Nachrichten sowie die Kieler und Hamburger Nachrichten. Beweggrund zur Niederschrift der Novelle dürfte die Annexion Schleswig-Holsteins durch das Königreich Preußen nach dem Deutschen Krieg gewesen sein.
Die Dorfkirche in Aquis submersus steht nicht in Drelsdorf, sondern in dem unweit gelegenen Dorf Hattstedt. Storm war in seiner Jugend oft dort mit dem Pastorensohn zusammen, wie in der Novelle beschrieben. Auch die Inschrift wurde geändert, aus der Unachtsamkeit des Dieners (incuria servi) macht Storm die Schuld des Vaters (culpa patris).
Vermutlich begann Theodor Storm im November 1875 die Arbeit an dem Werk. Nach fünfmonatiger Arbeit sandte er das Manuskript im April 1876 an den Verlag. Die Erstausgabe erschien im Oktober desselben Jahres in Band 9 der Deutschen Rundschau. Ein Jahr später kam Aquis submersus  leicht korrigiert als Buch heraus. 1886 vereinigte der Dichter diese und vier weitere Novellen zu der Novellensammlung Vor Zeiten.

## Interpretation
Schon der Name des Malers „Johannes“ begibt sich, wie Gerhard Kaiser 1983 feststellt, in den neutestamentlichen Kontext, erinnert an Jesu Lieblingsjünger, der mit „Kinderchen, liebt euch“ überliefert ist. Ähnliche Anklänge bietet der Name der Geliebten, Katharina („die Reine“), das ein marianisches Motiv andeutet, wie es sich dann auch weitergehend findet. Auf der anderen Seite dann deren Bruder, der Junker Wulf, der das Hobbessche „homo homini lupus est“ („der Mensch ist dem Menschen ein Wolf“) in rauhester Weise umzusetzen scheint; dann der Junker Risch (der geschmähte Freier) der schon physiognomisch mit dem „Buhz“ (389f.), dem Raubvogel, in eins gesetzt sich findet, und „Bas Ursel“ (die Bärin) immer wachsam und zum Ende einer Ahnin, die das Übel in den Stammbaum gebracht zu haben scheint, das sich nun in Wulf wieder ausprägte, nicht unähnlich.
Johannes wird nach diesem Interpretationsansatz zum Schänder der reinen Katharina, er macht sie zweimal zum Opfer seiner Lust: Der ersten dieser Begegnungen entspringt das gemeinsame Kind. Der zweiten, die wesentlich deutlicher von Lust und von dem Wunsch zu besitzen geprägt ist – „[…] ergriff ihre Hand und zog sie gleich einer Willenlosen zu mir in den Schatten der Büsche“ (446), dann: „[…] wurd ich meiner schier unmächtig, riß sie jäh an meine Brust, […] hielt sie wie mit Eisenklammern und hatte sie endlich, endlich wieder!“ (448) – wird kurz zu einer erotisch aufgeladenen Wiedervereinigung mit: „Ihre Augen sanken in die meinen, und ihre rothen Lippen duldeten die meinen […]“, „Blicke voller Seeligkeit“, „[…] erstickt von meinen Küssen“ (ebd.), dazwischen dann, kulminierend: „ich hätte sie tödten mögen, wenn wir also miteinander hätten sterben können“ (ebd.), sodann aber schnell die Reue – die zuerst Katharina formuliert:
„Es ist ein langes, banges Leben! O, Jesu Christ, vergib mir diese Stunde“ (ebd.) –
und die sodann beiden anheimgestellt ist, wenn sie wenige Minuten später ihr gemeinsames Kind, culpa parentum, verlieren.
Doch entspricht diese Interpretation nicht dem Text Storms, denn Katharina rettet Johannes vor den Bluthunden in ihr Zimmer und ist zur Vermählung bereit. Fünf Jahre später nach lebensgefährlicher Verletzung durch Wulfs Schuss und ergebnisloser Suche nach der Geliebten wird Johannes bei der Begegnung im Pfarrgarten im Augenblick des Wiedersehens seine Vaterschaft entdeckt. In dieser Situation ist beider Widerstand so gering, da sie einander immer noch lieben. Zudem ist nicht Johannes der Schurke, sondern zuerst Junker Wulf, dann der Geistliche, der Katharina heiratet und dafür mit seinem Amt bezahlt wird und so, wie Kaiser es nennt, „legalisierter Vergewaltiger“ (1983, 60) wird. Zudem reist der Geistliche zum Schauspiel einer Hexenverbrennung und erst durch seine Abwesenheit ergeben sich die Begegnung seiner Frau mit dem Geliebten und die tragischen Folgen. 
Es bleiben also auf dieser Ebene die gesellschaftlichen Konventionen, die der Liebe ohne Recht das Glück verbauen, denn „die Liebe überwindet alles“, „ama et fac quod vis“ (nach Augustinus).
Die Situation der Pfarrersfamilie hat jedoch verschiedenen Aspekte. Der Pfarrer ist zwar als calvinistisch gefühlsarm charakterisiert, dem Stiefsohn jedoch ein liebender Vater und – nach dessen Tod – der Gattin ein demütig Vergebender. Zuletzt also bleibt ein christliches Motiv ganz anderer Art: Johannes, der seinen toten Sohn malt, nimmt alle Schuld auf sich: Er tut dies und negiert damit den Sündenfall, der sich im casu periculoso andeutete, einem Zufall, aus Gefahr (der Hatz) entstanden, der in seiner Unausweichlichkeit auf den ersten Fall – die paradiesische Verfehlung – zurückweist, der die Erbsünde in die Welt brachte.
Die eigentliche Erlösungstat aber, „von Engeln gedeckt“, liegt im kleinen Johannes, der, als würde die Schöpfungsgeschichte zurückentwickelt, in das „Meer“ wieder eingeht, aus dem er gekommen, die Sünde seiner Existenz austilgt, der Katharina die Reinheit, dem Johannes die waschende Taufe zukommen lässt, zukünftig in den sakralen Räumen der Kirche verehrt werden wird – mit dem Unterschied jedoch, dass er auf die so Gereinigten größtmögliches Unglück herabsinken lässt; sie, die als Liebende – wenngleich getrennt und sündenvoll – lebendig sind, eine Geschichte haben, nun ebenfalls und unerbittlich versinken lässt im Dunkel des Desinteresses der Geschichte.
In einer Notiz vom 28. Mai 1883 betonte der Autor die Thematik des Ständekampfes zwischen Adel und Bürgertum. Im Unterschied zum persönlichen Bekenntnis des Malers sah Storm die Schuld bei der Feudalgesellschaft.

## Adaptionen

### Verfilmungen
Die Novelle ist zweimal unter anderen Titeln verfilmt worden, zuerst als Spielfilm, später als Fernsehspiel.
- 1951: Unsterbliche Geliebte – Regie: Veit Harlan, mit Kristina Söderbaum, Hans Holt, Hermann Schomberg, Alexander Golling, Franz Schafheitlin, Otto Gebühr, Hedwig Wangel, Tilo von Berlepsch, Jakob Tiedtke, Erna Morena
- 1979: Wie Rauch und Staub – Regie: Wolfgang Schleif, mit Christian Reiner, Horst Frank, Herlinde Latzko, Bruno Hübner, Edith Schultze-Westrum, Matthias Fuchs, Günter Meisner, Hans-Dieter Schwarze, Nikolaus Schilling, Sascha Hehn

### Kunst
- Der Maler und Bildhauer Max Ernst war von der Novelle inspiriert und schuf im Jahr 1919 das frühsurrealistisches Gemälde Aquis submersus, das im Bestand des Städel in Frankfurt ist.[8]
- Der Maler und Kupferstecher Johannes Wüsten schuf um 1931 zwölf Kupferstiche zu Aquis submersus, die in mehreren Ausgaben als Illustrationen Verwendung fanden.

### Hörbuch
- ungekürzt vorgelesen von Hans Jochim Schmidt, Vorleser Schmidt Hörbuchverlag, Länge: 215 Min, Format: 1 MP3-CD oder Download, ISBN 978-3-937976-33-4.
- vorgelesen von Klaus-Dieter König, Textgrundlage: Reclams Universal-Bibliothek Nr. 6014, Schumm Sprechende Bücher 1985 (heute Steinbach sprechende Bücher), Format: 2 MCs, z. Zt. nicht lieferbar, ISBN 3-88698-126-6.

## Primärliteratur
- Theodor Storm: Aquis Submersus. Paetel, Berlin 1877. Digitalisat und Volltext im Deutschen Textarchiv
- Theodor Storm: Sämtliche Werke in zwei Bänden. Bd. 2. Nachwort von Johannes Klein. Winkler Verlag München 1967.

## Sekundärliteratur
- Wm. L. Cunningham, Zur Rolle des Wassers in Theodor Storms „Der Schimmelreiter“. In: Schriften der Theodor-Storm-Gesellschaft. 27 (1978), S. 2f.
- Heinrich Detering: „Aquis submersus“. Kunst, Religion und Kunstreligion bei Theodor Storm. In: Manfred Jakubowski-Tiessen (Hrsg.): Religion zwischen Kunst und Politik. Aspekte der Säkularisierung im 19. Jahrhundert. Göttingen 2004, S. 48–67.
- Günther Ebersold: Politik und Gesellschaftskritik in den Novellen Theodor Storms. Frankfurt a. M./Bern 1981.
- Rüdiger Frommholz: Theodor Storm. Zum Selbstverständnis eines Dichters im Realismus. In: Gunter E. Grimm (Hrsg.): Metamorphosen des Dichters. Das Selbstverständnis deutscher Schriftsteller von der Aufklärung bis zur Gegenwart. Frankfurt a. M. 1992, S. 167–183.
- Gerhard Kaiser: Bilder lesen. Studien zu Literatur und bildender Kunst. München 1981.
- Johannes Klein: Geschichte der deutschen Novelle – von Goethe bis zur Gegenwart. 3., verbess. u. erweit. Aufl. Wiesbaden 1956.
- Franz Koch: Idee und Wirklichkeit. Deutsche Dichtung zwischen Naturalismus und Romantik. 2 Bde. Düsseldorf 1956.
- Josef Kunz (Hrsg.): Novelle (= WdF, 60). Darmstadt 1968.
- Karl Ernst Laage: Theodor Storms Chroniknovellen – ein unromantischer Rückgriff in die Vergangenheit. In: Klaus-Detlef Müller (Hrsg.): Studien zur deutschen Literatur seit der Romantik. (Festschrift Hans-Joachim Mähl). Tübingen 1988, S. 336–343.
- Gerd Eversberg: Erläuterungen zu Theodor Storms Aquis submersus. ISBN 3-8044-0311-5.
- Hildegard Lorenz: Varianz und Invarianz. Theodor Storms Erzählungen: Figurenkonstellationen und Handlungsmuster (= Abh. z. Kunst, Musik u. Literaturwissensch. 363). Bonn 1985.
- Fritz Martini: Die deutsche Novelle im ›bürgerlichen Realismus‹. Überlegungen zur geschichtlichen Bestimmung des Formtypus. In: Kunz. 1968, S. 346–384.
- Norbert Mecklenburg (Hrsg.): Naturlyrik und Gesellschaft. Stuttgart 1977.
- Christian Neumann: „Mir schien’s, als sei es kaum mein eigenes Werk“ – Die Sprache des Unbewussten in Storms Chroniknovelle „Aquis submersus“. In: ders.: Das Opfer der Lebendigkeit. Devitalisierung und Melancholie im Erzählwerk Theodor Storms, Thomas Manns und Franz Kafkas. Königshausen und Neumann, Würzburg 2023, ISBN 978-3-8260-7790-6, S. 101–133.
- Birgit Reimann: Zwischen Harmoniebedürfnis und Trennungserfahrung: Das menschliche Naturverhältnis in Theodor Storms Werk. Zur dichterischen Gestaltung von Natur und Landschaft in Lyrik und Novellistik. Diss. Freiburg i. Br. 1995.
- Wilhelm Steffen: Mächte der Vererbung und Umwelt in Storms Leben und Dichtung. In: Euphorion. 41 (1941), S. 460–485.
- Wiebke Strehl: Vererbung und Umwelt: Das Kindererzählmotiv im Erzählwerk Theodor Storms (= Stuttgarter Arbeiten zur Germanistik. Hg. v. Ulrich Müller u. a., 332). Stuttgart 1996.
- Benno von Wiese: Die deutsche Novelle von Goethe bis Kafka. Interpretationen. 2 Bde. Düsseldorf 1965.